# MOTi
Timotheus "Timo" Romme (Ámsterdam, 23 de marzo de 1987), más conocido como MOTi, es un DJ y productor holandés orientado al EDM.
Su primer lanzamiento fue «Circuits» en colaboración con el DJ y productor holandés Quintino, a través de Wall Recordings, sello discográfico de Afrojack. A fines de 2012, produjo remixes para artistas como Flo Rida o Tiesto. MOTi, hasta 2018 lanzaba sus tracks a través de Spinnin' Records y el sello discográfico de Tiësto, Musical Freedom. Además ha colaborado con destacados artistas como Major Lazer, Tiësto, Quintino, DVBBS, W&W, R3hab y Martin Garrix.
A finales de 2018 crea su propio sello discográfico llamado Zero Cool Records, donde lanza lanza la mayor parte de sus tracks.

## Ranking 101 DJs 1001 Tracklist
| Productor | 2019 | 2020 |
| --------- | ---- | ---- |
| MOTi      | 40°  | 49°  |

## Discografía

### Álbumes
| Título                 | Detalle del Álbum / Extended Play                                                  |
| ---------------------- | ---------------------------------------------------------------------------------- |
| Club Zero Cool, Vol. 1 | - Lanzamiento: 21 de junio de 2019 - Formatos: CD, digital download - 23 canciones |
| Club Zero Cool, Vol. 2 | - Lanzamiento : 145 de octubre de 2019 - Formatos: Digital download - 13 canciones |

### Sencillos
2012:
- Circuits (con Quintino) [Wall Recordings]
- Kinky Denise (con Quintino) [Wall Recordings]

2013:
- Krack [Spinnin' Records]
- Titta (con Yellow Claw) [FREE DOWNLOAD]
- NaNaNa (con Álvaro) [Hysteria Records]
- Back To The Acid (con Tiësto) [Musical Freedom]
- Dynamite (con Quintino y Taylr Renee) [Spinnin' Records]
- Heat It Up [Spinnin' Records]

2014:
- Don´t Go Lose It [Musical Freedom]
- This Is Dirty (con DVBBS) [Musical Freedom]
- Crash (con Quintino) [Spinnin' Records]
- Zeus (con Kenneth G) [Musical Freedom]
- Don't Hide Your Light (con Tiësto & Denny White) [A Town Called Paradise] [Musical Freedom]
- Virus (How About Now) (con Martin Garrix) [Spinnin' Records]
- Lion [Musical Freedom]
- Ganja (con Dzeko & Torres) [DOORN Records]

2015:
- Blow Your Mind (con Tiësto) [Musical Freedom]
- Valencia [Musical Freedom]
- House of Now (Tiësto Edit) [Musical Freedom]
- Ghost in the machine (con Blasterjaxx & Jonathan Mendelsohn) [Spinnin' Records]
- Spack Jarrow (con W&W) [Musical Freedom]
- Boom (con Major Lazer, Ty Dolla Sign, Kranium & Wizkid) [Mad Decent]
- Lost (con Sander van Doorn) [Spinnin' Records]

2016:
- Turn Me Up (con Nabiha) [Musical Freedom]
- On The Floor Like (con Bassjackers & Joe Ghost) [Spinnin' Records]
- Switch (con DVBBS) [Kanary Records]]  /[[Spinnin' Records]
- Louder [Spinnin' Records]
- Legends (con Alpharock) [Spinnin' Premium]
- Disco Weapon (con Maurice West)  [Musical Freedom]
- East West (con Kenneth G)  [Heldeep Records]
- Livin' 4 Ya (con Katt Niall)  [Hexagon]

2017:
- Omen (con Kenneth G & Olly James) [Revealed Recordings]
- The Game (con Yton) [Universal Music]
- SAY! (con Yton) [Interstellar / Playground Music]
- Pull Up [MOTi Massive EP] [FREE DOWNLOAD]
- Earthquake [MOTi Massive EP] [FREE DOWNLOAD]
- Sabrosa [MOTi Massive EP] [FREE DOWNLOAD]
- Come Again [MOTi Massive EP] [FREE DOWNLOAD]
- GO! (con Michael Mendoza) [MOTi Massive EP] [FREE DOWNLOAD]
- Wired (con Jay Hardway & Babet) [Spinnin' Records]

2018:
- Break The House Down (con Tiësto)  [Musical Freedom]
- We Own The Night (con Chancellor) [Sony Music]] / Unleashed!]
- Just Don't Known It Yet (con Bullysongs) [Universal Music]
- I See Light In You (con Faye Medeson) [Spinnin' Records]
- Down Easy (con Showtek, Starley & Wyclef Jean) [Universal Music]
- Up all night (con R3hab & Fiora) [CYB3RPVNK]
- Tonight [Zero Cool Records]
- Mad love (con Vigiland) [Zero Cool Records]
- Who We Are (con Lovespeake) [Zero Cool Records]
- Hooked (con Sheezan) [Zero Cool Records]

2019
- Friday (con JGUAR) [Zero Cool Records]
- Stay (con Alida) [Zero Cool Records]
- Work [Zero Cool Records]
- Worst In Me (con Carla Monroe & THRDL!FE) [Zero Cool Records]
- Like this Like that [Zero Cool Records]
- Found Love (con Lovespeake) [Zero Cool Records]
- Bring It Back [Zero Cool Records]
- Beautiful (con Lovespeake & Jetfire) [Zero Cool Records]
- Rabbit Hole (con Terry McLove) [Zero Cool Records]
- Mysterious Girl (con Nathaniel) [Zero Cool Records]
- Side 2 Side (con Riggi & Piros) [Zero Cool Records]
- La Verdolaga (con Rugged & Totó la Momposina) [Zero Cool Records]
- Sick Deeper (con Icona Pop) [Universal Music]
- Bangalore (con Domastic) [Zero Cool Records]
- Dangerous [Zero Cool Records]
- Feel It Too (con Joe Ghost & Danny Fernandes) [Zero Cool Records]
- Tequila (con David flix) [Zero Cool Records]
- Ice (con Matthew Hill) [Zero Cool Records]
- For The Love Of Money (con Michael Ford) [Zero Cool Records]
- Front 2 Back (con Riggi & Piros) [Zero Cool Records]
- Be With You (con GLN & Mark Vox) [Zero Cool Records]
- My House (con LDN Noise) [Zero Cool Records]
- Drink Up (con 22Bullets) [4 Clubbers Only EP]  [Zero Cool Records]
- On Fire (con ZOOTAH) [4 Clubbers Only EP]  [Zero Cool Records]
- G-Stock (con Briller & Diligent Man) [4 Clubbers Only EP]  [Zero Cool Records]
- Feels Like Love (with Laura White) [Zero Cool Records]
- Habibi (with Riggi & Piros) [Zero Cool Records]
- Lost in Love (con A7S) [Zero Cool Records]
- I Don't Wanna (con Liu x Raphaella) [Zero Cool Records]
- Was It Love (con Project M) [Zero Cool Records]
- Hey Hey (con Cinco Cinco) [Zero Cool Records]
- Shoot To Kill (con Groovenatics x Jon Moodie) [Zero Cool Records]
- Instagram DJ (con Bodyworx) [Zero Cool Records]
- In Particular (con Æmes) [Zero Cool Records]
- Spark (con Fly By Midnight) [Zero Cool Records]
- Tribe (con Lady Bee & Carla Monroe) [Zero Cool Records]
- Dreaming (con Project M & Lovespeake) [Zero Cool Records]
- Lost In Space (con AERO5) [Zero Cool Records]
- Home (con Laeko) [Zero Cool Records]
- Sleeptalking (con Carla Monroe) [Zero Cool Records]
- Down For It (con Rebecca & Fiona) [Zero Cool Records]
- No Work Today (con Aiaya) [Zero Cool Records]
- Feels Like You (con Robert Falcón) [Zero Cool Records]
- All The Love You Got [Zero Cool Records]

2020
- Everithing Cool [Zero Cool Records]
- Move That Body (con Bodyworx) [Zero Cool Records]
- Tonight Tonight (con KiFi) [Zero Cool Records]
- Lonely Nights (con Anisa) [Zero Cool Records]
- Nothing But Love [Zero Cool Records]
- Under Water  (con Kheela) [Zero Cool Records]
- Gimme What You Got (con BODYWORX) [Zero Cool Records]
- Always On My Mind (con Anisa) [Zero Cool Records]
- Encore (con Ture Brute) [Zero Cool Records]
- What U Waiting Fo (con BODYWORX) [Zero Cool Records]
- Sing For Me (con Mary D'diaye) [Zero Cool Records]
- Sweat (con BODYWORX) [Zero Cool Records]
- No Mercy (con Nomerci) [Zero Cool Records]
- Push It Right (con Laura White) [Zero Cool Records]
- The Squat Song (con BODYWORX) [Zero Cool Records]
- Say! Say! (con Nomerci) [Zero Cool Records]
- Over You (con Nomerci) [Zero Cool Records]
- Tarantino (con Yton y Kéwork) [Zero Cool Records]
- Work That Trunk (con BODYWORX) [Zero Cool Records]
- I Don't Wanna Know (con Nomerci) [Zero Cool Records]
- Won't Be Me (con Mary D'diaye) [Zero Cool Records]
- Flex & Pump (con BODYWORX) [Zero Cool Records]
- Moon Child (con DoubleN) [Zero Cool Records]
- Nineteen (con Jennifer Cooke) [Zero Cool Records]
- Nikes (con BODYWORX) [Zero Cool Records]
- Show Me Love [Zero Cool Records]
- Put Yo Money (con Groovenatics y Latch) [Zero Cool Records]
- No Pain No Gain (con BODYWORX) [Zero Cool Records]
- The Way I Am (con Mangoo) [Zero Cool Records]
- Body 2 Body (con DES3ETT y Gerson Rafael) [Zero Cool Records]

2021
- WORK 365 (con Groovenatics y Latch) [Zero Cool Records]
- Take It To The Face (con Kristen Hanby) [Zero Cool Records]
- On And On (con Latch) [Zero Cool Records]
- Rite Wit Me [Zero Cool Records]
- Oh La La (con Gabry Ponte y Mougleta) [Spinnin Records
- Don´t Stop (con BODYWORK) [Zero Cool Records]
- In My Head (On My Mind) [Zero Cool Records]
- Bam Bam Bam (con Marmy y LUNAX) [Zero Cool Records]
- Precious (con LIZOT y Wilhelmina) [Zero Cool Records]
- Helter Skelter (con Bassjackers) [Smash the House|Smash The House]
- Everybody (con BODYWORX) [Zero Cool Records]
- Ringtone (con Ellipso y Wilhelmina) [Zero Cool Records]
- Pump Up The Jam (con Mary N´diaye) [Zero Cool Records]
- Loco Loco (con Captain Jack y Gerson rafael) [Zero Cool Records]
- I Just came Here To get High (con CRISPIE) [Zero Cool Records]
- Sushi (con ILIRA) [Zero Cool Records]
- Party Olympics (con BODYWORX) [Zero Cool Records]
- Afterbloom (con Gustavo Dotch feat. Deza) [Zero Cool Records]
- One Day (con Raaban) [Zero Cool Records]
- No Scrubs [Zero Cool Records]
- I Can´t Give You Up (con LIZOT feat. Jon Paul)
- Back To You (con CORSAK y Georgia Ku [Liquid State]
- BODY PART 2 (con BODYWORX) [Zero Cool Records]
- I Wonder (con Frank Walker y Shai)

2022
- Pump It (con BODYWORX) [Zero Cool Records]
- Be Somebody (con TRK) [Zero Cool Records]
- Work It Everyday (con BODYWORX) [Zero Cool Records]
- Hallelujah (con Joe Killington) [Zero Cool Records]
- Nusa (con Groovenatics) [Zero Cool Records]
- Birthday Song (con BODYWORX) [Zero Cool Records]
- Fill The Silence [Zero Cool Records]
- Mollie Loves Pollie (con YAJA y Kenneth G) [Zero Cool Records]
- My Love (con Jon Paul) [Zero Cool Records]
- Vazilando [Zero Cool Records]
- Gone Bye Bye [Zero Cool Records]
- Won´t Leave (con L4TCH y Nonô) [Zero Cool Records]
- La Salinas (con DES3ETT) [Zero Cool Records]
- Promises [Zero Cool Records]
- WKND (con Louis III) [Zero Cool Records]
- Muchacho Guapo (con Toxic Joy) [Zero Cool Records]
- Happy Meal (con Michael Mendoza, feat. Kristen Hanby y Junery) [Zero Cool Records]
- Summertime Sadness (con LoLo Rachelle) [Zero Cool Records]
- Play (con Romer T.) [Zero Cool Records]
- Face It (con BODYWORX) [Zero Cool Records]
- Front 2 Back (con Kenneth G) [Zero Cool Records]
- Faded [Zero Cool Records]
- Time For Action (con BODYWORX) [Zero Cool Records]
- Like This & That (con Kenneth G) [Zero Cool Records]

2023
- Nothing In Comon (con Raphi) [Zero Cool Records]
- Can't Sleep (con PLANT) [Zero Cool Records]
- Let Me See You Move (con BODYWORX) [WORX IT]

### Remixes
2012:
- Tiësto, Montana & Storm – Bleckentrommel (MOTi Remix)
- Victoria Aitken – Weekend Lover (MOTi Remix)
- DJ Pauly D feat. Dash – Night of My Life (MOTi Remix)
- Faustix feat. Jfmee – Someday (MOTi Remix)
- Niré Alldai – Hella Bad (MOTi Remix)
- Joachim Garraud & Alesia – Nox (Moti & Kenneth G Remix)
- Diamond Rings – I'm Just Me (MOTi Remix)
- Flo Rida feat. Sia – Wild Ones (MOTi Remix)
- Far East Movement feat. Justin Bieber – Live My Life (MOTi Remix)

2013:
- The Bloody Beetroots feat. Greta Svabo Bech – Chronicles of a Fallen Love (MOTi Remix)
- Stafford Brothers feat. Lil Wayne & Christina Milian – Hello (MOTi Remix)
- Parachute Youth – Count To Ten (MOTi Remix)
- Emeli Sandé – Next to Me (MOTi Remix)
- Christian Luke & Chris Arnott – Leave a Light On (MOTi Remix)
- Daddy's Groove & Mindshake – Surrender (MOTi Remix)
- Crystal Fighters – Wave (MOTi Remix)
- Bombs Away – Better Luck Next Time (MOTi Remix)

2014:
- Martin Solveig & Laidback Luke – Blow (Quintino & MOTi Remix)
- Example – Kids Again
- Basement Jaxx – Never Say Never (Tiёsto & MOTi Remix)
- Tiёsto feat. DBX – Light Years Away (Tiёsto & MOTi Remix)

2015:
- Major Lazer & DJ Snake feat. MØ – Lean On (Tiёsto & MOTi Remix)
- Matthew Koma – So F**kin' Romantic (MOTi Remix)
- DVBBS – White Clouds (MOTi Bootleg)

2016:
- MOTi feat. Nabiha - Turn Me Up (VIP Mix)
- Patroska & Adamski feat. Seal – Killer (MOTi Remix)
- Galantis – No Money (MOTi Remix)
- Tiёsto feat. John Legend – Summer Nights (MOTi Remix)
- Quintino x Cheat Codes - Can't Fight It (MOTi Remix)

2017:
- MOTi feat. Yton - The Game (VIP Mix)
- Robin Schulz & David Guetta feat. Cheat Codes - Shed a Light (MOTi Remix)

2018:
- Selena Gomez & Mashmello - Wolves (MOTi Remix)
- Clara Mae - I Forgot (MOTi Remix)
- Echosmith - Over My Head (MOTi Remix)
- Seeb & Dagny - Drink About (MOTi Remix)
- Starley - Love Is Love (MOTi Remix)
- Vice & Jason Derulo - Make Up (MOTi Remix)
- SLATIN & Carla Monroe - Apple Juice (MOTi Remix)

2019:
- Domastic - Wait For Me (MOTi Edit)
- Slushii feat. Sofía Reyes - Never Let You Go (MOTi &Terry McLove Remix)
- Robin Schulz feat. Erika Sirola - Speechless (MOTi Remix)
- The Chainsmokers - Kills You Slowly (MOTi remix)
- Why Don´t We & Macklemore - I Don´t Belong In This Club (MOTi Remix)
- CliQ - Dance On The Table (MOTi Remix)
- Stanaj - Love Me (MOTi &Terry McLove Remix)
- The Knocks y Kah-Lo - Awa Ni (MOTi Remix)
- Dave Winnel y DLMT - Always Feels Like (MOTi Remix)
- Mauricio Fernandez y Nikkolai - Playing With Fire (MOTi Edit)

2020
- Ava Max - Kings & Queens (MOTi Remix)
- Alva Gracia - Your Mistakes (MOTi Edit)
- Stadiumx y Sebastian Wibe feat. Mingue- We Are Life (MOTi Remix)
- MOTi y A7S - Lost In Love (MOTi Remix)
- Armin van Buuren, Brenan Heart, Andreas Moe - All On Me (MOTi Remix)
- Sam Feldt, VIZE, Leony - FarAway From Home (MOTi Club Mix)
- Lost Frequencies, Zonderling y Kelvin Jones - Love To Go (MOTi Remix)
- Regard y RAYE - Secrets (MOTi Remix)
- Nicky Romero, Deniz Koyu y Alexander Tidebrink - Destiny (MOTi Remix)
- Kristen Hanby - Up And Down (MOTi Remix)
- Maisie Peters, JP Saxe - Maybe Don´t (MOTi Remix)
- Darius y Finlai - Leo Ni Leo (MOTi Remix)
- Kristen Hanby - All On Me (MOTi Remix)

2021
- Norma Jean Martine - Visiting Hours (MOTi Version)
- Adam Bü, Moodygee, PAENDA y Riley Kun - All 2 You (MOTi Remix)
- Dark Heart - Don´t Speak (MOTi Remix)
- Ella Henderson y Tom Greenan - Let´s Go Home Together (MOTi Remix)
- Young Bae y Marc E. Bassy - Revolving (MOTi Remix)
- Jasmine Thompson - already there (MOTi Remix)
- Dada, Lovespeake - Still Love You (MOTi Remix)
- Billen Ted feat. Mae Muller - When You´re Out (MOTi Remix)
- Petey Martin, Roan Ash - Heaven (MOTi Remix)
- Diana Ross - If The World Just Danced (MOTi Remix)
- Jason Derulo - Acapulco (MOTi Remix)

2022
- Gryffin y Jason Ross feat. Calle Lehmann - After You (MOTi Remix)
- ARTY y Griff Clawson - Those Eyes (MOTi Remix)
- Sam Feldt y Rita Ora - Follow Me (MOTi Remix)
- Tom Greenan - Remind Me (MOTi Remix)
- Ava Max - Maybe You´re The Problem (MOTi Remix)
- Matoma y A R I Z O N A - Heart So BIG (MOTi Remix)
- Sofi Tukker y Mahmut Orhan - Forgive Me (MOTi Remix)
- Clean Bandit y French The Kid y Rema - Sad Girls (MOTi Remix)

2023
- Nate Smith - Whiskey On You (MOTi Remix)
- Josement - GOD Of The Sun (MOTi Remix)